# Campijo
Campijo est un hameau de la municipalité d'Artziniega dans la province d'Alava dans la Communauté autonome basque.